# Batesimalva pulchella
Batesimalva pulchella es una especie de la familia Malvaceae.

## Descripción
Arbusto hasta de 1 m de alto, tallos erectos cilíndricos, tomento estrellado, con pelos de cerca de 1 mm de diámetro, estípulas ausentes. Hojas ovadas a lanceolado ovadas con bases cordadas, agudas, con pubescencia esparcida principalmente en las nervaduras o bien glabras, hasta de 7 cm de largo; y 4 de ancho; pecíolos hasta de 5,5 cm de largo. Estípulas ausentes; pedicelos varias veces más largos que los pecíolos sustentantes; cáliz de 10 a 13 mm de longitud pentalobulados, lóbulos del cáliz de 5 a 7 mm de ancho, corolas blancas. Frutos esquizocarpios, carpelos 8 a 10; mericarpios pequeños con una pubescencia estrellada y muy pequeña, partidos en dos lóculos, el lóculo inferior indehiscente de paredes reticuladas, el lóculo superior dehiscente y no reticulado y con una semilla; semilla péndula de color pardo obscuro.

## Distribución y hábitat
Se localiza en México, en el estado de Tamaulipas, al suroeste de Ciudad Victoria en la carretera a Jaumave y entre Palmillas y Miquihuana.
Se desarrolla sobre sustratos rocosos, y en arroyos desecados, a una altitud de entre 600 y 1500 m s.n.m.

## Estado de conservación
No se encuentra bajo ninguna categoría de riesgo en las normas mexicanas.